# Журек, Ян
Ян Журек (чеш. Jan Žůrek; род. 21 января 1976 года, Шумперк, Чехословакия) — чешский и немецкий хоккеист, игравший на позиции нападающего.

## Карьера
Хоккейную карьеру начал в 1995 году выступлениями за чешскую команду «Слезан» (Опава).
С 1998 по 2000 защищал цвета словацкой команды ХК 36 «Скалица»
С 2000 по 2009 выступал в составе немецкого клуба «Гризли Адамс Вольфсбург».
С 2009 по 2017 выступал за немецкие клубы второго и третьих дивизионов.